# Franz Xaver Schwanthaler

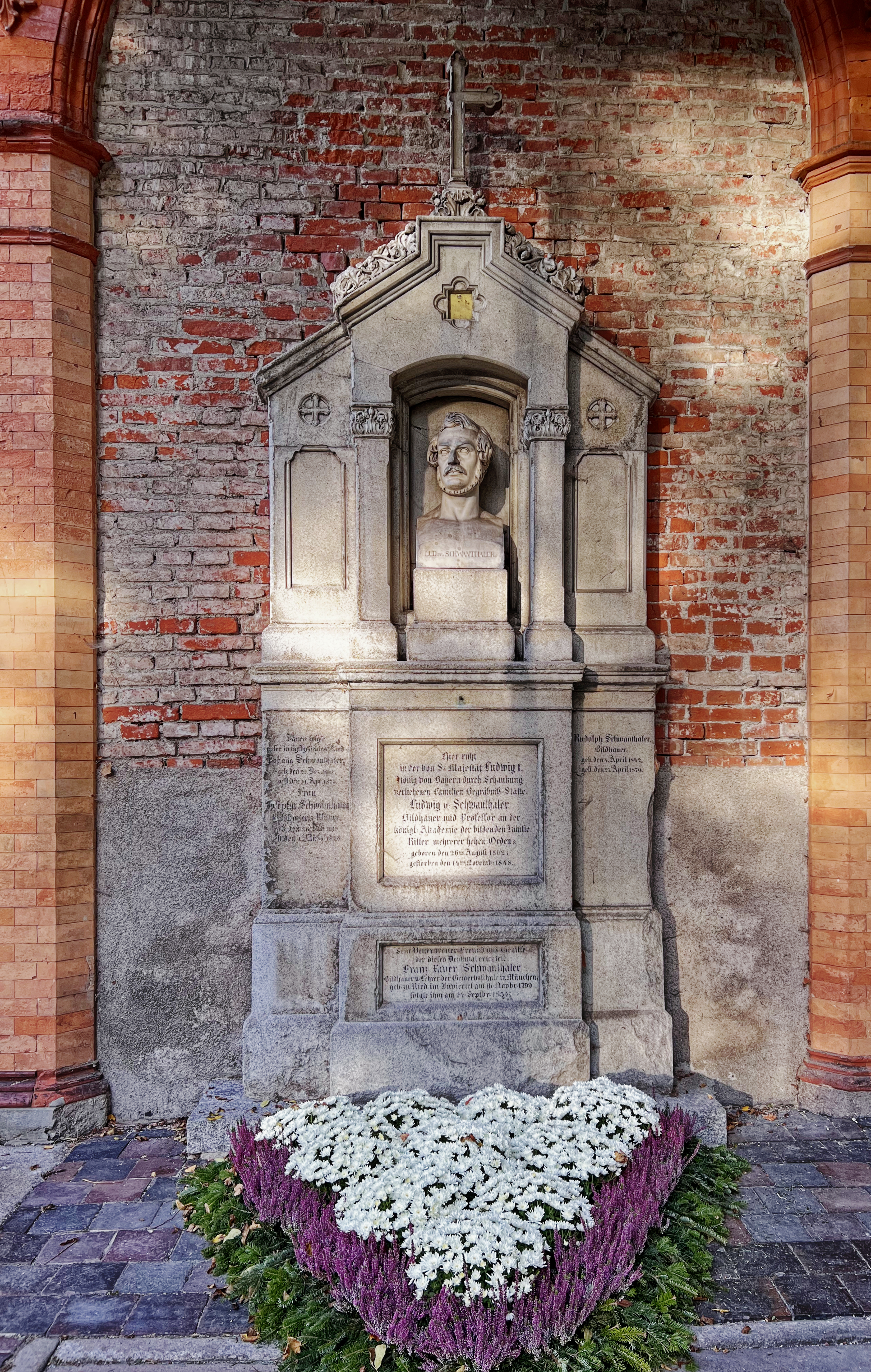
Grab von Franz Xaver Schwanthaler im Grabmal seines Vetters Ludwig Schwanthaler auf dem Alten Südlichen Friedhof in München

Franz Xaver Schwanthaler (* 16. November 1799 in Ried im Innkreis, Österreich; † 24. September 1854 in München) war ein deutscher Bildhauer und Zeichner.

## Leben
Der Sohn von Johann Peter Schwanthaler (1762–1838) wurde nach der Ausbildung in der väterlichen Werkstatt Mitarbeiter seines Onkels Franz Jakob Schwanthaler (1760–1820) in München. Nach dessen Tod unterstützte er seinen Vetter Ludwig Schwanthaler in der Führung der großen Werkstatt. Als engster Mitarbeiter war er an der Ausführung der meisten Werke beteiligt. Darüber hinaus lehrte er an der Städtischen Feiertagsschule und an der Königlichen Baugewerksschule in München.
Schwanthaler war Opfer der 1854 grassierenden Cholera-Epidemie. Die Grabstätte von Schwanthaler befindet sich im Grabmal, das er für seinen Vetter Ludwig Schwanthaler im Auftrag von Ludwig I. erstellt hatte. Es befindet sich auf dem Alten Südlichen Friedhof in München (Neu Arkaden Platz 1 bei Gräberfeld 27) Standort.

## Werke
Obwohl er als dessen „rechte Hand“ das florierende Atelier seines Vetters betreute, schuf Franz Xaver Schwanthaler eigene Werke, so ornamentale und figürliche Arbeiten für die Innenräume der Residenz München und einen Großteil der Modelle für die Ornamente des Hoftheaters. Auch Statuetten von Jörg von Halspach und König Ludwig I., sowie mehrere Kolossalbüsten (unter anderem Kaiser Friedrich I., Karl V. und Mozart) für die Walhalla wurden von ihm geschaffen. Ferner lieferte er eine kolossale Christus-Statue für das Kloster Weingarten. Nach dem Tod von Ludwig von Schwanthaler († 1848) vollendete er den Giebelschmuck und die Reliefs für die Propyläen in München: König Otto thronend inmitten der wieder beruhigten Hellas (14 Figuren, Ostseite); der Freiheitskampf Griechenlands, mit dem glücklichen Siegeserfolge (17 Figuren, Westseite); dazu kommen noch vier Flachreliefs an den beiden Pylonen, darstellend die Kämpfe der Griechen gegen die Türken. Außerdem stammt von ihm ein erster Entwurf zum Denkmal der Sendlinger Mordweihnacht von 1705 auf dem Alten Münchner Südfriedhof.